# Israel i olympiska sommarspelen 1984
Israel deltog i de olympiska sommarspelen 1984 med en trupp bestående av 32 deltagare, men ingen av landets deltagare erövrade någon medalj.

## Boxning
Lätt flugvikt
- Yehuda Ben Haim
  - Första omgången — Besegrade Michael Dankwa (GHA), 4:1
  - Andra omgången — Förlorade mot John Lyon (GBR), 0:5

Lättvikt
- Shlomo Niazov
  - Första omgången — Förlorade mot Dar Kamran (PAK), 0:5

## Friidrott
Herrarnas 400 meter
- Mark Handelsman
  - Heat — 48,17 (→ gick inte vidare)

Herrarnas 800 meter
- Mark Handelsman
  - Heat — 1:47,90 (→ gick inte vidare)

Herrarnas 1 500 meter
- Mark Handelsman
  - Heat — 3: 45,05 (→ gick inte vidare)

Herrarnas 5 000 meter
- Arye Gamliel
  - Heat — 14:02,98 (→ gick inte vidare)

Herrarnas 10 000 meter
- Arye Gamliel
  - Heat — 29:31,32 (→ gick inte vidare)

Herrarnas 3 000 meter hinder
- Yehuda Zadok
  - Heat — 8:42,28 (→ gick inte vidare)

Herrarnas maraton
- Shem-Tov Sabag — 2:31:34 (→ 60:e plats)

Damernas 100 meter
- Maya Ben-Tzur
  - Heat — 12,30s (→ gick inte vidare)

Damernas maraton
- Zehava Shmueli
  - Final — 2:42:27 (→ 30:e plats)

Damernas längdhopp
- Maya Bentzur
  - Kval — 6,07 m (→  gick inte vidare, 16:e plats)

## Fäktning
Herrarnas florett
- Yitzhak Hatuel
- Shlomi Eyal

Damernas florett
- Nili Drori
- Lydia Hatuel-Zuckerman

## Gymnastik
Artistisk
- Yohanan Moyal
- Ya'akov Levi
- Nancy Goldsmith
- Limor Friedman
- Liat Haninowitz

## Judo
- Eddie Koaz
- Moshe Ponte

## Kanotsport
Herrarnas K-1 500 m
- Aviram Mizrahi
  - Försöksheat — 2:a plats, 1:53,66 (gick vidare till semi)
  - Semifinal — 4:e plats,  1:49,98 (gick inte vidare)

## Segling
| Gren                 | Seglare                               | Resultat | Referens |
| -------------------- | ------------------------------------- | -------- | -------- |
| Herrarnas windglider | Yehuda Atedji                         | 14th     |          |
|                      | Eldad Amir & Yoel Sela                | 8:e      | [ 1 ]    |
|                      | Shimshon Bruckman & Eitan Friedlander | 8:e      | [ 2 ]    |